# デッド オア アライブ エクストリーム3
『デッド オア アライブ エクストリーム3』（デッド オア アライブ エクストリームスリー、DEAD OR ALIVE Xtreme 3）は、コーエーテクモゲームスより日本とアジアで2016年3月24日に発売されたゲームソフト。略称は「DOAX3」。前2作とは異なり、欧米での発売は予定されていない。
PlayStation 4用の『デッド オア アライブ エクストリーム3 フォーチュン』（DEAD OR ALIVE Xtreme 3 Fortune）とPlayStation Vita用の『デッド オア アライブ エクストリーム3 ヴィーナス』（DEAD OR ALIVE Xtreme 3 Venus）が同時発売された。
2017年1月24日には、PS4用VRシステムのPlayStation VR向けのモードが配信された。
2019年3月20日に追加要素を加えた『デッド オア アライブ エクストリーム3 スカーレット』（DEAD OR ALIVE Xtreme 3 Scarlet）がPlayStation 4とNintendo Switchで発売。

## 概要
「デッド オア アライブ シリーズ」に登場する女性キャラクターが南国の楽園「ザックアイランド」でバカンスを楽しむゲーム「デッド オア アライブ エクストリーム」（DOAX）シリーズのナンバリングタイトル第3作。「DOAXシリーズ」初のPS4、PS Vita版となる。
通常版、ダウンロード版の他にコレクターズパッケージ、PS4・Vita版の両方を収録した最強パッケージが発売される。
キャラクターモデルは一新され、PS4版では『デッド オア アライブ5 ラストラウンド』に搭載された「やわらかエンジン」のアッパーバージョン「やわらかエンジン2.0」が搭載されることで日焼けのあと、水着の着崩れ、水に濡れた肌がリアルに表現される。PS Vita版のゲームエンジンは簡易版の「やわらかエンジンLite」で日焼け・着崩れは表現されない。Vita版はタッチスクリーンでの操作にも対応している。
当初は2016年2月25日に発売予定だったが、クオリティアップのために3月に発売が延期された。

## 主な変更・削除点
アクティビティー
マリンレース、ウォータースライダー削除。
カジノ
スロット削除。
キャラクター
リサ、ティナ、レイファン、クリスティ、リオ（PSP版のみ）削除。
ビーチバレー
VSモード削除。
ステージ
ジャングルステージ削除。
ショップ
アクセサリーショップ削除。
ホテルルーム
3部屋⇒1部屋に変更。
機能
魔女っ子、まねっ子システム、アクセサリー部分削除。
所持金上限
150万ザックまで（※女の子&オーナーモード）。

## キャラクター
登場キャラクターはユーザーからの投票によって9名が決定した。日本では2015年8月15日から9月7日まで、日本以外のアジア地域では8月30日までに投票が行われた。投票によって1位と2位のキャラクターは専用のコスチュームが用意される。

### 既存キャラクター
- かすみ
- あやね
- こころ
- ヒトミ
- エレナ
- レイファン

### 新規キャラクター
- 紅葉
- マリー・ローズ
- 女天狗
- ほのか
- みさき

## 開発
本作が生まれたきっかけは、『デッド オア アライブ5 ラストラウンド』（以下、『DOA5LR』）で導入された「やわらかエンジン」が開発チームの予想以上に反響を呼んだことであり、『DOA5LR』発売後に『DOAX3』を作ろうという話が持ち上がり、『DOA5LR』発売1年後を目標に急ピッチで開発がすすめられた。
「やわらかエンジン」の開発者である新堀洋平が本作のディレクターを兼任する形で『DOA5LR』の開発メンバーと情報共有を重ね、本作向けに「やわらかエンジン2.0」が作られた。2.0のバージョンアップは本作の開発チームのみで実施している一方、他作品にも流用できるようにするため技術のライブラリ化がなされている。
既存キャラクターモデルの大幅な改変ができなかった『DOA5LR』とは違い、本作ではキャラクターモデルを一から製作できる分、やりたいことが増えたとプロデューサーの早矢仕洋介は2015年のファミ通とのインタビューの中で語っている。「やわらかエンジン2.0」は企画書の段階で「やわらかバカンス」と呼ばれるなどコンセプトに据えられているほど開発においては重要な位置づけにあり、開発チームはその進化を示すために何をすべきか考えた。まず、彼らは臀部の表現の強化を思い立った。尻は足の関節の動きと連動して曲がるため、CGにおいては難しいとされてきたことに加え、柔らかさも求められる分、胸よりも難しいと早矢仕はファミ通とのインタビューの中で話しており、インタビューに同席していた新堀も調整を重ねる中で実際の人間と同様の動きになったときは「できた！」という気持ちになったと語っている。
次いで、彼らはファンからの要望に応えるため日焼けや着崩れといったアイデアを取り入れた。
本作のオーナーモードはシリーズにおける「プレイヤーの立ち位置がわかりにくい」という課題を解決するために導入された。
アクティビティは女性たちが魅力的に見える瞬間をもたらすことを基準に既存作品から選定された。他方、新たに追加されたロッククライミングは新堀からの提案である。
本作のカジノはプレイヤーが能動的に遊べるものにするという方針が立てられ、これまで恒例だったスロットはその方針に合わないとして外された。

### キャラクター選定・セッティング
『デッド オア アライブ5』（以下：『DOA5』）がアップデートを重ねる中でキャラクターを増やしてしまったため、本作の開発に当たっては登場キャラクターを絞る必要が生じた。そうなるとファンからさまざまな意見が寄せられることが想定され、最終的にユーザー投票でキャラクターを選定することとなった。開発チームはある程度予想したうえでキャラクターのシナリオの台本などを用意していたが、開発チームの予想にない者にも人気が集まることがあり、その時は緊急会議が開かれた。
本作の物語は『DOA5LR』の後日談にあたると同時に、同作では描き切れなかったことなどが盛り込まれた。

### 音楽
当初はレゲエで統一することも考えられたが、最終的には特定のジャンルにこだわることなくバカンスらしい曲が中心となった。

### VRモード
VRモードは2016年夏に発表されており、当初はPlayStation VRの発売に合わせて実装される予定だったが、最終的には年明け後の実装となった。Team NINJAディレクターの新堀洋平はニュースサイト『Game Watch』の取材に対し延期の理由は話せないとしている。一方、『Game Watch』佐藤カフジは発表時点で収録されていたインタラクティブ要素の大半が製品版では削除されていたことから自主規制が原因だと推測している。